# Marzio Romano
Marzio Romano (ur. 23 czerwca 1955 roku w Laval, zm. 3 lipca 2008 roku w Walencji) – szwajcarski kierowca wyścigowy.

## Kariera
Romano rozpoczął karierę w międzynarodowych wyścigach samochodowych w 1977 roku od startów w Europejskiej Formule 3 oraz Włoskiej Formule 3, gdzie raz stanął na podium. W edycji włoskiej z dorobkiem siedmiu punktów uplasował się na dwunastej pozycji w klasyfikacji generalnej. W późniejszych latach pojawiał się także w stawce Can-Am, Formuły 3000, MSA Camel GTP Championship oraz Italian Super Production Car Championship.
W Formule 3000 Szwajcar startował w latach 1986-1987. Jednak nigdy nie zdołał zakwalifikować się do wyścigu.